# Swezeyia lalokensis
Swezeyia lalokensis är en insektsart som först beskrevs av Frederick Arthur Godfrey Muir 1913.  Swezeyia lalokensis ingår i släktet Swezeyia och familjen Derbidae. Inga underarter finns listade i Catalogue of Life.